# Tunisia la Concursul Muzical Eurovision
Tunisia trebuia să participe Concursul Muzical Eurovision 1977. Motivul retragerii nu se știe exact, unii spun că ERTT nu a dorit să concureze cu Israel. Până în ziua de azi, singura țară africană care a participat la Concursul Muzical Eurovision este Maroc, care și-a făcut apariția în concurs în 1980. La data de 18 iunie 2007, televiziunea națională ERTT a afirmat că din cauza unor solicitări guvernamentale, Tunisia nu va participa în concurs.

## Încercare
| Anul | Gazda  | Artist | Cantec | Finala | Puncte |
| 1977 | Londra | -      | -      | X      | X      |